# Madrigal spirituel
Un madrigal spirituel (ou, en italien, madrigale spirituale, pluriel, madrigali spirituali) est un madrigal, ou une composition musicale apparentée, dont le texte est davantage sacré que profane. Cette forme musicale est présente principalement en Italie et Allemagne, à la fin de la Renaissance et au début du Baroque.
Les madrigaux spirituels (en italien, madrigali spirituali) étaient principalement dédiés à un public cultivé, notamment des aristocrates. Ils étaient donnés dans des demeures privées, des accademia, dans les différentes cours du nord de l'Italie et des pays limitrophes, sans visée liturgique. Le madrigal spirituel se chante, dans sa forme primitive, a cappella, tandis qu'un accompagnement musical est apparu postérieurement, surtout après les années 1600.
En pleine Contre-Réforme, il y eut une certaine réaction à la sécularisation croissante de la musique en Italie, Espagne et Allemagne méridionale, régions catholiques. Si les formes et styles profanes continuèrent de grandement se diversifier, de nombreux compositeurs commencèrent à adapter certaines formes profanes à un usage religieux. 
Concernant les madrigaux, il s'agissait occasionnellement du simple placage d'un texte religieux sur un madrigal profane existant, le madrigal résultant étant qualifié de contrafacta. Néanmoins, certains madrigaux spirituels furent créés indépendamment des formes profanes préexistantes, rivalisant en style avec  ces derniers.
Le développement du madrigal spirituel était sans doute promu par les Jésuites, comme en témoignent des dédicaces de séries publiées principalement dans les années 1570 et 1580.
La désignation la plus tardive de madrigal spirituel date des années 1670.
Les madrigaux spirituels comprennent : Les larmes de Saint-Pierre (Lagrime di San Pietro Munich, 1595) de Roland de Lassus, le premier livre de madrigaux (1581) de Giovanni Pierluigi da Palestrina, les Tenebrae Responsories de Carlo Gesualdo, et l'immense collection, Teatro armonico spirituale (Rome, 1619) de Giovanni Francesco Anerio.